# Rio Morto (Rio de Janeiro)
Rio Morto em 1975, antes da urbanização de sua área.
O Canal de Sernambetiba ou popularmente chamado de Rio Morto, forma-se a partir do encontro dos rios Vargem Grande e Morto e deságua no Oceano Atlântico, na Praia da Macumba. O curso d´água possui 4,5 km de extensão e é cortado pelos rios Vargem Grande, Bonito e Morto, canais do Cascalho, das Piabas e do Portelo e Dreno K.

## Situação e biodiversidade
Devido a presença de gigogas, e outros fatores, constantemente em períodos de fortes chuvas o canal enche e transborda, inundando grande parte da avenida construída ao seu lado. A prefeitura da cidade do Rio de Janeiro, e o seu órgão de coleta de lixo, a Comlurb, já retiraram no total 40 toneladas de gigogas.
Em torno do Canal, está presente favelas e construções em áreas irregulares, que podem ser afetadas durante estes períodos.
Localizado no Recreio dos Bandeirantes, pode demonstrar potencial navegável para atender à pesca, ao lazer náutico, piers, e à instalação de restaurantes em sua orla. É fato que a presença de gigogas indicam a presença de coliformes fecais e poluição, o que torna inviável banhar-se nas águas do canal.
São vistos no Canal, jacarés, garças, patos e capivaras, essas que são muitas vezes atropeladas. É cogitado que a morte de alguns animais, como a de capivaras, tem a ver com a poluição das águas.

## Acidentes
Já foram documentados acidentes de trânsito envolvendo o canal, porém muitos não tiveram notoriedade, tendo como fatores a ilusão de ótica que as águas turvas causam na noite, onde motoristas desavisados acham que a área é asfaltada e afundam com seus carros na lama. O canal parece não ser fundo, porem é suficiente para manter um carro inteiro submerso, e tem bastante lama pegajosa no fundo.
A falta de sinalização e barreiras são motivos para os acidentes, a pista da avenida fica a poucos metros acima do Canal, o que torna fácil a transbordação de suas águas, e a travessia de animais.

### Acidentes notáveis
- No dia 22 de maio de 2006, um carro caiu no Canal, por volta de 7 horas e 30 minutos da noite. Ninguém ficou ferido.[18]

- No dia 25 de fevereiro de 2011, Crystal da Silva Cardoso, de 1 ano e 2 meses, morreu após ficar submersa por mais de 20 minutos nas águas do Canal. Após o motorista, identificado como Moacir dos Santos, ter tentado realizar uma ultrapassagem, perdeu o controle do veículo e caiu com o carro no Rio.[19][20][21][22][23][24]